# Jure uxoris

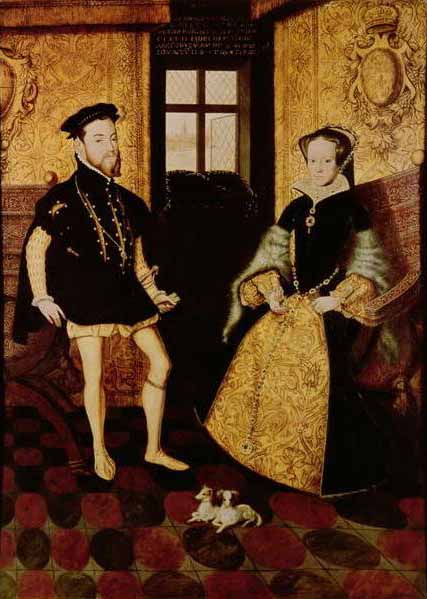
Filip av Spanien och Maria Tudor.

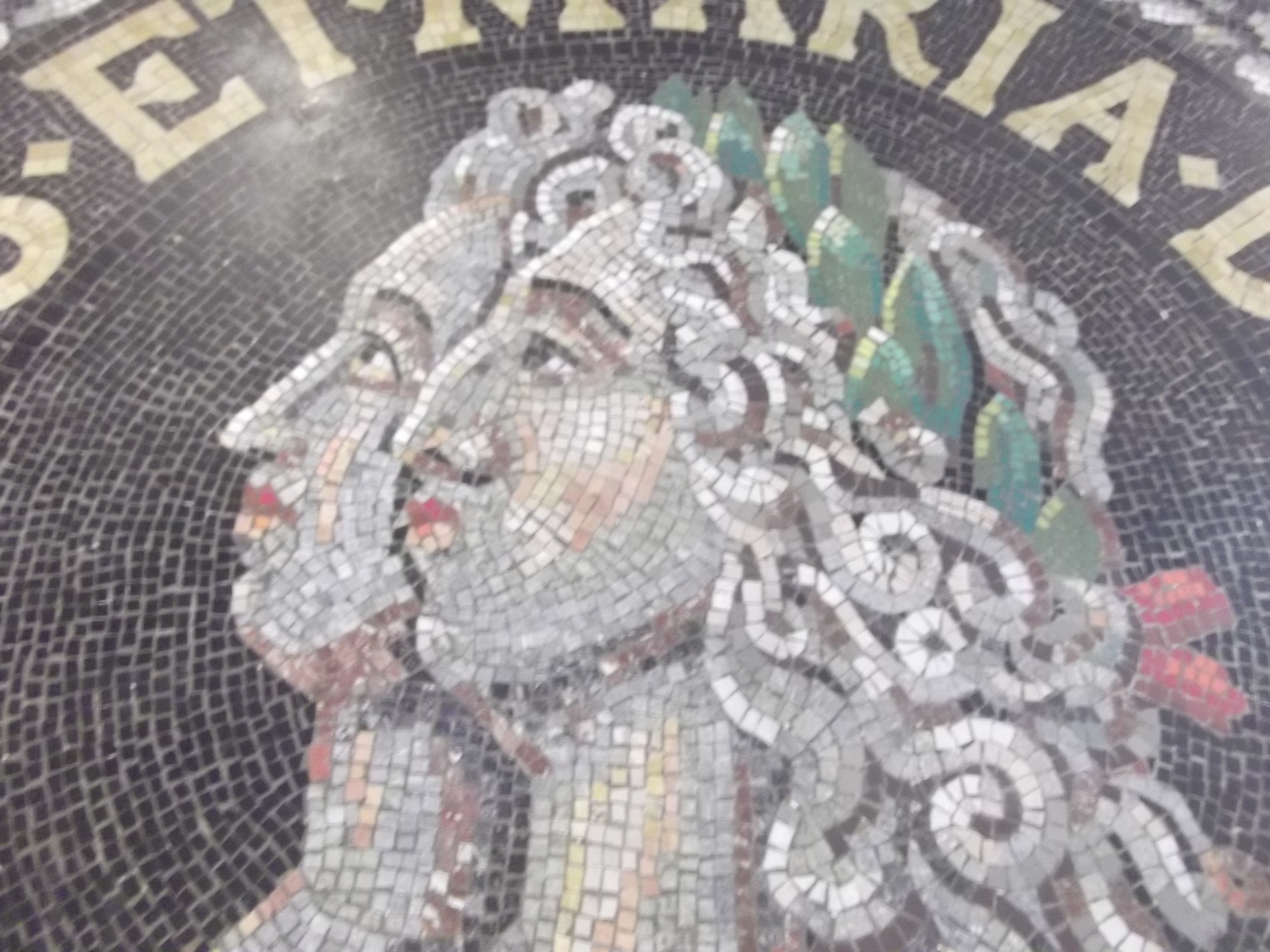
Boris Anrep William III and Mary II mosaic detail

Jure uxoris eller iure uxoris, är latin för "genom hustruns rätt" – en mans regering genom hustruns arvsrätt; ett begrepp genom vilken en man delade eller ensam övertog sin hustrus titel genom giftermål.

## Förklaring
Jure uxoris är ett rättsbegrepp angående regenter som användes i Europa, framförallt under medeltiden. Uttrycket används vanligen när en kvinna ärvt en adelstitel och förläning eller en kunglig titel och ett rike, och hon låter sin make bli sin medregent, eller helt och hållet överlåter sin titel på honom och gör honom till ensam regent. Maken tituleras då kung ifall hustrun är drottning. Det utgick från en äkta makes rätt till hustruns egendom under medeltiden, då en gift kvinnas egendom automatiskt blev hennes makes då de gifte sig.
Jure uxoris används också som princip för att maken ärver hustruns besittning vid hennes frånfälle, även om hon inte ens hunnit beträda den som regent. Maria av Jülich-Berg överlät Jülich-Berg helt på sin make Johan III av Kleve utan att någonsin själv tillträda förläningen. Till och med vid skilsmässa har maken behållit titeln och territoriet medan hustrun har förlorat den, såsom 1170 med kung Stefan av Blois dotter hertiginnan Marie av Boulogne (1136–1182), som var gift med Mathieu d'Alsace (1137–1173). Hon var hertiginna suo jure (genom egen rätt) från 1159 och hennes make blev hennes medregent då de gifte sig 1160, men hon förlorade sin titel till exmaken vid skilsmässan, trots att han hade fått den enbart genom giftermål. 
Däremot gäller inte jure uxoris i samband med en icke-regerande make till en drottning eller annan kvinnlig monark.
Att dela titeln med maken genom jure uxoris var det normala för kvinnliga regenter under medeltiden, såvida de inte helt avstod den till maken. Från och med 1500-talet blev den dock allt mindre vanlig. Maria Stuart delade inte sin titel med sina två senare män, och Anna av Storbritannien regerade ensam trots att hon var gift, medan hennes make enbart var hennes gemål.

## Exempel
- Sancha av León och Ferdinand I av León, 1037
- Melisende av Jerusalem och Fulko av Jerusalem, 1135
- Isabella II av Jerusalem och Fredrik II (tysk-romersk kejsare), 1225
- Johanna II av Navarra och Filip III av Navarra, 1328
- Isabella I av Kastilien och Ferdinand II av Aragonien, 1474
- Maria av Burgund och Maximilian I (tysk-romersk kejsare), 1477
- Maria I av England och Filip II av Spanien, 1554
- Maria II av England och Vilhelm III av England, 1688